# Beckeresia delicata
Beckeresia delicata is een hooiwagen uit de familie Gonyleptidae. De wetenschappelijke naam van Beckeresia delicata gaat terug op H. E. M. Soares & B. A. Soares.